# オーディオアニマトロニクス
オーディオアニマトロニクス (Audio-Animatronics) は、世界のディズニーパークのアトラクションなどで使用されているロボットの名称でウォルト・ディズニー・カンパニーの登録商標である。オーディオアニマトロニクスから一般語としてアニマトロニクスの語が産まれた。

## 概要
オーディオアニマトロニクスとは、オーディオ（音：Audio）、アニメーション（動き：Animation）、エレクトロニクス（電子制御：Electronics control）を組み合わせた造語で、その名のとおり、電子（コンピュータ）で、音と動きを同調させるように制御されたシステムである。
「生きているような動き」を可能とすることを目的として研究、開発が行われた。
オーディオアニマトロニクスの語がウォルト・ディズニー・カンパニーによって商業的に用いられるようになったのは1961年のことであり、ウォルト・ディズニー・カンパニーは1964年に商標出願を行い、1967年に商標登録が行われている。

## 歴史
1949年、ウォルト・ディズニーがニューオーリンズに旅行した際に購入した機械仕掛けの鳥のおもちゃの仕組みに興味をもち、ロジャー・ブロギーとケン・アンダーソンの協力でバディ・イブセンのタップダンスをモデルにして作成した「dancing man」がオーディオアニマトロニクスの第1号である。続いて、録音されている音楽に合わせて歌う「バーバーショップ・ハーモニー」スタイルの小型模型を作成する。どちらも、カムと連動するワイヤー操作で人形を制御していた。
このシステムに磁気テープが組み込まれ、音声と共に記録された制御信号によって人形を制御する「デジタル・アニメーション制御システム(Digital Animation Control System)」（DACS）が産まれる。プログラムされた毎秒24コマのデジタル信号を読み取り、各制御機構を動作させる。
1963年には、ディズニーランドにオーディオアニマトロニクスを用いたアトラクション『魅惑のチキルーム』がオープンした。
最初のオーディオアニマトロニクスは単純な反復動作しかできなかったが、この技術の利用に対しウォルトは「ある種の新たな扉」「アニメーションの新たな局面を開いた」と語っている。
1964年のニューヨーク万国博覧会に展示されたイッツ・ア・スモールワールドでは限定的な採用であったがリンカーン大統領との偉大なひと時ではリアルさを目指し、「リンカーン大統領が生きている、息をしている感じ」を目標とし、関節の細部、顔の表情筋までが動いた。どちらも、万国博覧会終了後の1965年にはディズニーランドへ移設されている。
2011年には演者なしで自立した会話を可能にするオーディオアニマトロニクス「Destini」を発表している。